# Publi Tici
|  | Per a altres significats, vegeu «Publi Tici Perpetu». |

Publi Tici (en llatí: Publius Titius) va ser un magistrat i polític romà del segle i aC. Formava part de la gens Tícia, una gens romana d'origen plebeu.
Va ser elegit tribú de la plebs l'any 43 aC i va proposar la llei Titia de triumviratus, que creava els triumvirs que exercirien el mandat durant cinc anys. Poc abans havia destituït al seu col·lega Publi Servili Casca perquè havia fugit de Roma per temor a la venjança de Gai Juli Cèsar Octavià per la part que havia tingut en l'assassinat de Juli Cèsar. Va morir aquell mateix any, durant el seu període en el càrrec de tribú, complint així amb la llegenda de què el que privava a un col·lega de la seva magistratura, no vivia per veure el final de la seva pròpia.